# Otto Valentien
Otto Valentien (* 10. August 1897 in Norderney; † 10. August 1987 in Thumen) war ein deutscher Maler, Grafiker und Gartenarchitekt.

## Werdegang
Otto Valentien absolvierte von 1913 bis 1916 eine Gärtnerlehre. Von 1917 bis 1919 studierte er an der Kunstgewerbeschule Bremen. Von 1915 bis 1925 studierte er an der Höheren Lehr- und Forschungsanstalt für Gartenbau in Berlin-Dahlem. Zudem nahm er Mal- und Zeichenunterricht in Berlin. Anschließend absolvierte er ein Studium des Städtebaus an der Technischen Hochschule Stuttgart. In seiner Stuttgarter Zeit besuchte er auch Lehrveranstaltungen an der Kunstgewerbeschule Stuttgart bei Bernhard Pankok.
Otto Valentien nahm 1928 mit dem Gemälde „Nebelmorgen“ an der Ausstellung der Stuttgarter Sezession teil. Ab 1929 wirkte er als freischaffender Garten- und Landschaftsarchitekt in Stuttgart. Nach dem Zweiten Weltkrieg konnte er sein Gartenarchitekturbüro in Stuttgart-Riedenberg wiedereröffnen. Im Herbst 1957 zog er sich aus dem aktiven Berufsleben zurück. Er ließ sich in Thumen am Bodensee nieder, um sich bis ins hohe Alter der Malerei zu widmen.
Otto Valentiens Arbeitsschwerpunkt lag in der Planung von Wohngärten und Friedhöfen; daneben hat er auch Außenanlagen für Schulen, Kindergärten, Kinderspielplätze und Siedlungen entworfen. Otto Valentien veröffentlichte zahlreiche Werke zur Garten- und Landschaftsarchitektur.
Sein Nachlassarchiv befindet sich an der TU München.

## Ehemalige Mitarbeiter
- Gunnar Martinsson
- Gerhart Teutsch

## Veröffentlichungen
- Zeitgemässe Wohn-Gärten. Eine Sammlung alter und neuer Hausgärten. Bruckmann, München 1932
- Gärten. Beispiele und Anleitungen zur Gestaltung. Wasmuth, Berlin 1938
- Ein Buch vom schönen Garten. Mit einer Einleitung von Alfons Leitl. Bauwelt-Verlag, Berlin 1942
- Neue Gärten. Otto Maier Verlag, Ravensburg 1949
- Der Friedhof – Gärtnerische Gestaltung, Bauten, Grabmale. Bayerischer Landwirtschaftsverlag, München 1953
- Der Garten am Haus. Ullstein, 1958
- Mauern und Wege im Garten. Callwey, München 1958